# Alexi Casilla
Pour les articles homonymes, voir Casilla.
Alexi Casilla Lora (né le 20 juin 1984 à San Cristóbal, République dominicaine) est un joueur de deuxième but de la Ligue majeure de baseball sous contrat avec les Rays de Tampa Bay.

## Carrière

### Twins du Minnesota
Alexi Casilla est recruté comme agent libre amateur le 21 février 2003 par les Angels de Los Angeles. Encore joueur de Ligues mineures, il est échangé aux Twins du Minnesota le 9 décembre 2005 contre JC Romero.
Casilla débute en Ligue majeure le 1er septembre 2006.
Il signe une belle saison en 2008 où il devient titulaire au deuxième but et deuxième dans la rotation des frappeurs des Twins. À l'issue de la saison, sa moyenne au bâton est de 0,281. Le début de saison 2009 est plus délicat, avec un retour par la case Triple-A. De retour en Majeure, il est le héros du match de barrage pour le titre de champion de la division centrale de la Ligue américaine en frappant un coup sûr décisif dans le champ droit en bas de douzième manche, donnant aux Twins une victoire de 6-5 sur les Tigers de Detroit et le titre de division.à
En 2011, il joue tantôt au deuxième but et tantôt à l'arrêt-court. Joueur de deuxième but des Twins en 2012, il produit 30 points et frappe pour ,241 en 106 parties jouées.

### Orioles de Baltimore
Le 2 novembre 2012, après sept saisons au Minnesota, Casilla passe aux Orioles de Baltimore via le ballottage. Il joue 62 matchs pour Baltimore en 2013 et un seul en 2014. Sa moyenne au bâton s'élève à seulement ,207 en 129 passages au bâton avec les Orioles.

### Rays de Tampa Bay
Le 2 février 2015, il signe un contrat des ligues mineures avec les Rays de Tampa Bay mais il est remercié le 31 mars suivant, sans avoir pu se tailler une place avec l'équipe pour la saison qui s'annonce. Le 9 avril 2015, cependant, il est remis sous contrat par les Rays.

## Statistiques
| Saison | Équipe    | G   | AB  | R   | H   | 2B | 3B | HR | RBI | SB | BA    |
| ------ | --------- | --- | --- | --- | --- | -- | -- | -- | --- | -- | ----- |
| 2006   | Minnesota | 9   | 4   | 1   | 1   | 0  | 0  | 0  | 0   | 0  | 0,250 |
| 2007   | Minnesota | 56  | 189 | 15  | 42  | 5  | 1  | 0  | 9   | 11 | 0,222 |
| 2008   | Minnesota | 98  | 385 | 58  | 108 | 15 | 0  | 7  | 50  | 7  | 0,281 |
| 2009   | Minnesota | 80  | 228 | 25  | 46  | 7  | 3  | 0  | 17  | 11 | 0,202 |
| 2010   | Minnesota | 69  | 152 | 26  | 42  | 7  | 4  | 1  | 20  | 6  | 0,276 |
| Totaux | Totaux    | 312 | 958 | 125 | 239 | 34 | 8  | 8  | 96  | 35 | 0,249 |

Note : G = Matches joués ; AB = Passages au bâton; R = Points ; H = Coups sûrs ; 2B = Doubles ; 3B = Triples ; 
HR = Coup de circuit ; RBI = Points produits ; SB = Buts volés ; BA = Moyenne au bâton.